# نورمان كيلي (سياسي أسترالي)
نورمان كيلي (بالإنجليزية: Norm Kelly)‏ هو سياسي أسترالي، ولد في 6 يناير 1959. حزبياً، نشط في الديمقراطيون الأستراليون.